# Metagonimus yokogawai
Metagonimus yokogawai – gatunek pasożytniczej przywry, najmniejszej spotykanej u człowieka. Wielkość dorosłych osobników wynosi 1-2,5 na 0,4–0,75 mm. Powoduje chorobę pasożytniczą zwaną Metagonimoza.

## Występowanie
Przywry Metagonimus yokogawai spotykane są przede wszystkim na Dalekim Wschodzie, na Syberii, w Mandżurii, na Bałkanach, w Izraelu i Hiszpanii.

## Charakterystyka gatunku i cykl życiowy

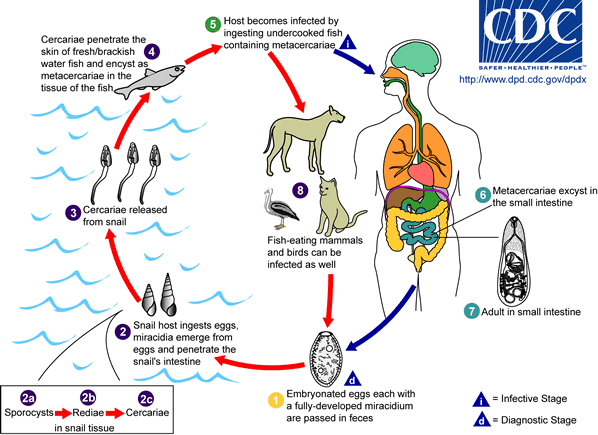
Cykl życiowy przywry Metagonimus yokogawai.

Dorosłe osobniki produkują jaja, z których każde zawiera w pełni rozwinięte miracidium; jaja wydalane są z kałem żywiciela. Następnie jaja są zjadane przez ślimaki, które stają się pierwszym żywicielem pośrednim pasożyta; w przewodzie pokarmowym uwalniane są miracidia, które kolonizują jelito cienkie mięczaka. Najczęstszym żywicielem pośrednim przywr są ślimaki z rodzaju Semisulcospira. W organizmie ślimaka miracidia przechodzą kolejne stadia rozwojowe: sporocysty, redie i cerkarie. Z każdej redii powstaje wiele cerkarii. Następnie cerkarie opuszczają ciało ślimaka i przeobrażają się w metacerkarie po dostaniu się do organizmów odpowiednich gatunków słodkowodnych ryb. Żywiciel ostateczny zaraża się przywrami przez zjedzenie surowych, niedogotowanych lub solonych ryb z metacerkariami. W przewodzie pokarmowym człowieka metacerkarie przyczepiają się do ściany jelita cienkiego i dojrzewają do postaci dorosłych. Obok człowieka, żywicielem ostatecznym mogą być koty, psy i ptaki.